# Municipio de Arvon
El municipio de Arvon (en inglés: Arvon Township) es un municipio ubicado en el condado de Baraga en el estado estadounidense de Míchigan. En el año 2010 tenía una población de 450 habitantes y una densidad poblacional de 1,32 personas por km².

## Geografía
El municipio de Arvon se encuentra ubicado en las coordenadas 46°50′50″N 88°10′22″O / 46.84722, -88.17278. Según la Oficina del Censo de los Estados Unidos, el municipio tiene una superficie total de 340.18 km², de la cual 321,07 km² corresponden a tierra firme y (5,62 %) 19,11 km² es agua.

## Demografía
Según el censo de 2010, había 450 personas residiendo en el municipio de Arvon. La densidad de población era de 1,32 hab./km². De los 450 habitantes, el municipio de Arvon estaba compuesto por el 95,56 % blancos, el 1,78 % eran amerindios, el 0,22 % eran asiáticos, el 0,22 % eran de otras razas y el 2,22 % eran de una mezcla de razas. Del total de la población el 0 % eran hispanos o latinos de cualquier raza.